# Bandera del Territorio del Norte
A pesar de que el Territorio del Norte ha existido desde 1911, tan sólo posee autogobierno desde 1978. La actual bandera del Territorio del Norte fue oficialmente aprobada el 1 de julio de 1978. La bandera fue diseñada por Robert Ingpen, un artista de Drysdale (Victoria). Dado que nunca había sido una colonia, la bandera, contrariamente a la de otros estados australianos, no es un Pabellón Azul.
La bandera se divide en dos partes: la izquierda ocupa un tercio de la bandera y es de color negro, la derecha es de color ocre y ocupa los dos tercios restantes. En la parte izquierda, aparece la constelación estilizada de la Cruz del Sur como en la bandera de Victoria, con cinco estrellas blancas de cinco a ocho puntas. En el centro del lado derecho aparece una representación estilizada de la Gossypium sturtianum con siete pétalos de color blanco y el centro negro con siete puntas (en realidad la flor tiene color lila con el centro rojo). Los siete pétalos representan los seis estados y el pétalo restante a los territorios de la Mancomunidad de Australia.
- Datos: Q599323